# 台灣教授協會
台灣教授協會（英語：Taiwan Association of University Professors），常簡稱台教會，正式名稱為社團法人台灣教授協會。台教會是一個由支持台灣獨立運動的大專教師或學術研究者組成的社團。1990年12月9日創立於台北市，創會時期會員八十三人，包含現任國史館長陳儀深，首任會長為林玉体。

## 歷史

### 李登輝政府任內
據創會會員陳儀深於1990年12月9日民眾日報所述，1990年8月下旬，有一群於美國取得博士學位歸國任教的教職朋友，與在臺灣取得學位的教職朋友相談，討論臺灣政治經濟情況，席間形成「組織社團」的共識，原先討論多種名稱，最終於以「台灣敎授協會」（TAUP）作爲名稱，同年12月9日於臺北市舉辦成立大會、第一次會員大會，以及第一場的演講會，主題爲「臺灣前途的探討」，並於1991年1月5日出版第一期會務通訊。
當時社會輿論將台灣教授協會與澄社、臺灣民主基金會或中華論政學社來相比，但陳文中認爲，台灣教授協會主要與其他社團不同之處，在於統獨立場，協會主張台灣獨立。首任會長林玉体於1990年12月9日自立晚報〈臺灣教授協會成立的歷史意義〉中表示，台教會成立有以下兩點特徵：
1. 這是第一次台灣全國性的敎授組織。大學院校及學術硏究機關的知識份子，跨校性的組合在一起，這是頭一遭。
2. 本會會員，在台灣政治轉型及國家認同這種極爲敏感又處危機之際，共同聲明確信「台灣主權獨立」。

而在創立初期，適逢李登輝執政，政治逐漸鬆綁，人民要求政治改革，協會也積極參與當時的臺灣民主化運動，以聲援黃華作爲初次嘗試，其於成立大會當天，公開聲明譴責執政當局蹂躪司法、迫害人權；隔日聲援台灣新生代主權運動聯盟，在台大校門口前禁食一天，同年12月15日邀請學術界連署聲援黃華，直至24日，共有167位教授支持。而在25日，參加民主進步黨所發起之遊行，協會會員手持「思想無罪、言論自由」，由中正紀念堂步行至國父紀念館。 
憲政改革的部分，協會也積極呼籲年輕人參與政治，邀請學生一同舉辦「憲政改造座談會」，並共同組織「臺灣學生教授制憲聯盟」，此後積極參與臺灣制憲運動，主張可見協會所發表的〈制憲運動基本綱領與主張〉：一、臺灣主權獨立。二、制定新憲法。三、社會權保障。四、國家、政治、社會全面改造。協會希望所有反對運動者，皆可認同此文，協會又向大眾推薦認同此文的參選人，藉此對體制內行動者施壓。此後協會舉辦「臺灣憲草會議」，以及「海內外台灣人國是會議」，其主題爲主權與憲政、外交與國防、心靈與宗教、財經與環境、文化與教育。
協會也積極參與獨立臺灣會案，發起並投入「100行動聯盟」，召集學術界、文化界、醫生、社運團體、弱勢團體組成，提出「100行動聯盟成立宣言」，反對政府所說「刑法100條只能修不能廢」，認爲刑法100條已實質違反憲法有關基本人權與自由的保障。聯盟串聯《中華民國刑法》第一百條的受難者家屬集合請願，並且舉行了「廢惡法10萬人簽名運動」。最終立法院於1992年5月15日三讀通過修正案。
協會參與環境保護運動，會內通訊有刊登張國龍教授所寫〈阻止核四的興建是全民的責任〉一文，並與台灣環境保護聯盟共同舉辦環保冬令營。在1992年4月26日台灣環境保護聯盟舉辦的「四二六反核大遊行」前夕，協會發表聲明，認爲因核四環境評估計劃過於草率與不合法、政府對於核災應變能力不足，且目前對核廢料的處理尚未有更好的妥善處理方案，因此呼籲立委應凍結核四興建預算。
協會在媒體議題上的投入，首先是退報運動。1992年10月30日聯合報的頭版標題刊出：「李瑞環：大陸不惜中止經建阻止台灣獨立。接待亞太報刊研討會代表指出，大陸將用『任何方法』維護國家領土完整，即使『犧牲流血、前仆後繼』也在所不惜。」但事實上並未有此發言。因此台灣教授協會與具有本土意識與自由主義色彩的多個團體，在多次與聯合報抗議未果的情況下，於1992年11月23日發起「退報救台灣運動」，呼籲社會各界聯合抵制，做到拒買或退訂《聯合報》。最後也導致聯合報與李鎮源院士、台灣教授協會時任會長林山田教授、會員林逢慶教授和楊啟壽等發起人互告的情況，最後雙方皆判無罪。協會在1995年5月舉辦了「媒體全面改造，黨政軍退出三台」大遊行，由於老三台（台視、中視、華視）的經營權由國民黨、國民黨政府與國軍所掌控，在民主化後，可能使得媒體難以成為中立的第四權，加上自由化的思潮，因此在解嚴後逐漸出現黨政軍退出三台的呼聲。而協會也透過「黨政軍退出三台運動」的聲明，要求政府，一、黨政軍釋股，股權大眾化。二、翻修廣電法，成立監委會。
協會也參與教育改革問題，例如抗議國民黨版大學法通過、參與「教科書改造聯盟會議」、發表教育基本法草案等。同時間，協會也開始面向大眾，舉辦臺灣歷史相關的講座、古蹟探訪、保存等等。
台灣教授協會與選舉之間的關係，從1996年彭明敏宣佈參選總統後，桃竹地區的協會會員便成立「新竹地區彭明敏競選後援會」；1998年陳水扁宣佈參選第二次市長選舉，協會亦發起連署來表態支持參選，後期陳水扁多次來訪協會，且舉辦與陳水扁政策座談會。2000年協會因陳水扁宣佈參選總統，而多次為其街頭助講、宣傳等，並舉辦台灣教授挺扁列車。

### 陳水扁政府任內
陳水扁當選總統，台灣遭遇第一次的政黨輪替，於會刊內可見，許多成員皆表示歡喜，且在其創會十週年會員大會聲明中表示，彼時總統大選，台灣教授協會將關注焦點置於「兩岸關係」上，陳呂配主張兩岸爲互不隸屬的國與國關係，所有改變皆需要臺灣人民的同意。協會認爲，三組候選人的立場皆與中國所主張的「一個中國三段論」有差距，最後又以距離最遠的陳呂配當選，此爲大大拉開了兩岸關係的空間。此時協會對「一中政策」的討論，認爲：一、中華民國若是主權獨立的國家就不能導向「一中」；二、「憲法一中」是開歷史的倒車；三、接受「一中」主張無助於挽救經濟衰退。
協會此時期也時常拜會政府官員，例如陳水扁、杜正勝、吳釗燮等等。協會會員也受政府延攬，進入體制，使得台灣教授協會在此時期中，與政府關係較為密切。但進入政府執政團隊的會員，無法再如以往參與會內事務，加上許多成員對於陳水扁政府的高度期待，甚至認爲協會已達成階段性任務，須重新摸索定位。但在2006年後，協會會員對本土政權的心情，從先前的熱烈期待轉為失望，因此，由執政團隊退下來的、時任會長蔡丁貴也將台教會定位為重新回歸實踐、執行台灣獨立建國的核心理念。
教育改革運動上，協會於2001年6月16日發表〈立即撤換教育部長曾志朗〉聲明，主張新政府在教育改革方面不進反退，認爲應撤換曾志朗部長，因其刪除「認識臺灣」課程，忽視本土教育，且擁有雙重國籍、教改推動不力等。2002年9月，協會與台灣北社、台灣筆會、台灣東社、台灣中社共同發表〈請爲臺灣學教育留活路〉聲明，主張政府應積極推動臺灣學教育、規劃正規課程師資，並在大專院校設立「臺灣學」相關系所。2003年7月，協會發表〈他們要歡迎教育惡勢力班師回朝〉聲明，試圖抵抗當時保守派學者爲打擊教改所提出的「教育重建宣言」，台灣教授協會認爲教改本質上是正確的，雖說在技術執行層面不甚滿意，但仍希望保守派學者能夠以學理來進行探討、辯論，以求國家教育改革之事能夠更加完善。
憲政改革上，協會與其他團體共同成立了「全民公投立委減半聯盟」，主張政府應制定公投相關法律，且應廢除現行的「複數選區」制度，改行「單一選區」制度，而立委的人數也應降低。協會也透過發行〈立委減半 讚！讚！讚！〉問答小手冊來宣傳理念，也試圖遊說國、民兩黨，並發表聲明要求時任國會最大黨，中國國民黨主席連戰盡速啓動立委減半修法。2002年5月，協會與其他團體共同成立了「臺灣正名運動聯盟」，發出聲明並舉辦遊行，向政府施壓，要求政府進行臺灣正名改革。
環保運動上，協會積極參與停建核四運動，每年會員參與遊行、與其他團體共同舉辦記者會以外，也參與林義雄所發起的「核四公投、千里苦行」。
在陳水扁連任第二任總統之時，協會也向陳水扁發表聲明〈對於阿扁總統520就職演說的期許－我們堅拒四不一沒有〉，認爲在陳水扁第一任時，提及四不一沒有，協會雖不滿意，但受限於當時時空背景，仍勉強接受。但四年後，面對升溫的國際壓力，應向人民、國際主張：一、持續進行「民主深化」工程；二、完成制憲。三、根據民進黨臺灣前途決議文推動住民自決，並更改國號，同時廢除象徵統一意涵的國統會與國統綱領。四、加強建立臺灣本土意識的教育政策。
2004年，時任祕書長劉聰德認爲，此一時期的協會在台灣獨立運動中扮演的角色可以是：它本身具有論述公共議題、傳播建國理念的能量，可以和民進黨執政團隊溝通，可以和島外台灣人團體連繫，可以在校園鼓吹學生運動，還可以和本土草根性的組織合作發動抗爭行動，可以為建國運動擔當有效的宣傳、溝通、協調的角色。

### 馬英九政府任內
在此一時間，台灣教授協會從體制內轉回體制外，重新回到街頭上，盡力扮演監督政府的角色，包括反對美牛進口、抗議國共密會協商，拒絕ECFA等等，且舉辦許多活動，以確保臺灣主權，重申臺灣價值的重要性。
首先是2008年10月25日，由民進黨主辦，臺灣團結聯盟及多個臺灣本土派民間社團協力籌辦「1025反黑心顧臺灣大遊行」。主要訴求是對馬英九政府在兩岸事務上快速「親中」、且對於全球金融風暴及2008年中國毒奶粉事件等方面應變不力的質疑與不滿，以及中國海協會會長陳雲林即將來台舉行兩會會談。協會由蔡丁貴、劉重義教授帶隊參與「反一中教育大隊」，劉重義教授表示，中國很多假學歷可用金錢買到，但又無法認定，將影響台灣整體教育品質，降低了學生的素質，也將影響社會的道德價值。2009年5月17日，馬英九就任一週年的前夕，協會與民進黨及許多本土社團發動「517嗆馬保臺大遊行」，其主要訴求是「保臺灣，ECFA要公投」、「顧主權，唾棄賣臺權貴」、「救失業，反對無能政府」、以及「護弱勢，反對一中市場」，由協會前會長蔡丁貴帶領「獨立、建國、挺扁」大隊。2012年總統馬英九上任第二任期的前夕，民進黨、台灣團結聯盟以及本土社團於5月19日以及5月20日馬英九總統連任就職日發動嗆馬踹共大遊行，遊行的訴求是反對馬英九傾中賣台政策、反對油電雙漲、反對瘦肉精美牛等，台灣教授協會亦參與此次遊行。
憲政問題上，協會於2013年7月27日舉行「反黑箱協議要生存權利」全民大會，認爲「兩岸服務貿易協議」貿然地與中國完成簽署，引發諸多行業批判，甚至質疑馬政府「加速賣台」。時任會長呂忠津指出，馬政府這種離譜行徑不僅違背民主體制溝通與民主審議原則、漠視廣大基層服務業的生存福祉，甚至更嚴重地危及台灣國家安全。因此要求立法院退回此黑箱協議，重啟談判以保障台灣人民的生存權利。2013年10月13日召開「16趴江內閣已不適任行政院長」記者會，會中公開支持民進黨黨團於同月10日所提出的倒閣案，認爲行政院長仍應有一定程度民意支持，方能順利推動政務，根據最新民調結果，行政院長江宜樺的滿意度僅有15.8趴，時任台灣教授協會會長呂忠津呼籲執政黨立委作為民意代表，應勇敢掙脫黨紀束縛，站在民意的一方共同支持倒閣，俾使紛擾的政治早日回歸憲政常軌。2015年4月14日，臺灣教授協會發表「反對台灣加入亞投行」聲明，聲明中透過經濟面、政治面、國際面的角度，反對台灣加入中國主導之亞投行，因為台灣若加入亞投行，將招致無窮盡的政治與國格災難。協會強調，中共中央總書記習近平推動亞投行和一帶一路，就是要實現中國夢，成為世界霸權，台灣應思考，加入亞投行的價值立足點在哪裡？台灣的國際責任究竟是什麼？台灣希望對於區域政治與經濟有何正面與積極貢獻？這些因素都必須嚴正思考。2015年11月7日，發表「譴責一中框架下的馬習會」聲明，認爲兩國領導人的首次會面，既不對等又無尊嚴、也不公開透明，又被設下「一中框架」的政治前提，馬英九只求一己歷史定位，而不顧國家尊嚴，呼籲國人要密切注意馬習會的兩個重點：一、馬英九是否只求私利，出賣台灣？他搭的到底是什麼樣的橋？二、馬英九是否成為中國棋子，背棄美日等友邦，讓台灣孤立於亞洲？
另外，2014年12月24日，協會提出「臺灣憲法草案」全文，由於「318學生與公民運動」期間呼應召開公民憲政會議主張，召集會員成立公民憲政會議工作小組，制定一部能展現台灣做為一個21世紀現代民主法治國家的憲法草案，包含國家定位、基本人權、國家體制、地方自治以及原住民族保障與自治五部分。
教育改革上，協會於2012年2月12日，召開「反對控制語文促統」記者會，質疑馬政府破壞台灣語文的主體性，不應該為拚經濟去接受中國用語或簡體字。此由時任會長張炎憲主持，邀請中山醫學大學台語系副教授張德麟、彰化師範大學台文所教授周益忠和長榮大學台灣所名譽講座教授莊萬壽一同針對此議題討論。2012年6月19日召開「馬英九黑手介入歷史教科書」記者會，認爲馬英九政府及教育部將黑手伸進歷史教科書之審查與修訂，例如將「中國文化基本教材」列為必修、要求教科書內容不講「中國」而講「大陸」、主張「中華文化」為主體，放棄好不容易建立的「多元文化」共識等等。2014年1月27日，協會發表反對「高中教科書去台灣化」聲明稿，其中提出三點聲明，表達嚴正抗議：一、現行高中歷史課綱頒布不到三年，新課本施用不到二年，何以草率進行課綱調整？二、停止不合程序、粗暴之課綱「微調」。三、停止使用充滿意識形態偏見且非歷史專業之用詞。四、應明確認定中華人民共和國即為「中國」。
2009年野草莓運動過後，台灣教授協會嘗試深化與年輕學子的合作。時任會長呂忠津也於318運動時期，與學生一同進入立法院抗議，並發表「支持青年學生佔領立法院行動訴求 號召各界代表召開〈公民制憲會議〉」聲明，呼籲時任總統馬英九應立刻辭職下台，啟動憲政備位機制，並秉持民主原則號召各界代表召開〈公民制憲會議〉，重新辦理總統選舉，俾使國家重回民主自由正軌。2014年3月24日凌晨，學生佔領行政院遭鎮壓後，協會亦發表「譴責324國家暴力血腥鎮壓和平學生運動- 全民捍衛民主價值」聲明，主張馬英九、江宜樺為求通過黑箱服貿協議，不惜破壞憲政，血腥鎮壓和平的青年學生，兩人應對社會道歉並立即引咎下台。呼籲全國人民和青年學生站在一起，捍衛台灣民主，防止馬政府將全民驅往獨裁之境。除了318運動以外，從前會長陳儀深所述，協會透過陳儀深的接線，與「二二八關懷總會」一同協助創辦共生音樂節，其目的是爲了以年輕人的方式紀念二二八。陳儀深認爲，二二八在新一代年輕人中竟有那麼熱烈的迴響，是台灣社會的新生事物。2015反課綱運動時，協助反課綱運動的年輕人募集保釋金。另外協會也與獨立青年陣線共同辦理許多講座。
2009年，由於莫拉克風災重創臺灣，協會也針對風災議題，協助莫拉克風災募款，執行「台東縣八八水災社區主體性建構暨公民種子培育計劃」，並透過莫拉克颱風賑災專案對災民進行口述歷史的訪談、協助出版「八八水災口述史』新書暨紀錄片等等。
協會亦積極支持民主進步黨候選人蔡英文，透過成立「學術界支持蔡英文後援會」，支持蔡英文投入2012年總統大選。蔡英文於2011年8月23日參訪台灣教授協會。

### 蔡英文政府任內
2016年政黨再度輪替後，協會依舊扮演監督的角色，希望給立場相近的蔡英文總統一定的支持，做為推動社會向前的力量。在「同婚」和「勞動法修惡」這兩點上，協會於2016年12月2日發表「揚棄婚姻平權、丟了政治誠信」，聲明表示：婚姻平權承諾的是全體國民的平等權利，我們必須殫精竭慮窮盡法律的可能達致這個理想，而非被現有法律圈限認知與想像，這才是文明的進展，也是政治存在的意義，實踐的過程也將成為我們共同體的歷史。作為領導者，當選之後必須負起闡明價值與排除障礙的責任。 然蔡總統卻讓此選前承諾，再次成為「開放選項」不僅沒負起實現政見的責任，且任由特定群體散播恐懼言詞，挑起社會恐慌，致大眾意見分歧越深，終致分裂為不能對話的雙方。如此導致的「無共識」的現象，不能作為違背承諾的藉口。譴責蔡英文總統對於同志婚姻議題的逃避。
關於勞動法修惡，時任會長林秀幸認爲，蔡英文政權不願意討論，而越搞越難看，利用議會政治裡用多數暴力的方式來面對議題，其表示民進黨已經離開民心，不願意面對民意，呼籲蔡英文總統拿出魄力進行院際協調，不要讓重大政策協商變成多數暴力粗野的呈現。
原住民傳統領域爭議，協會於2017年3月19日發表「完整劃設原住民傳統領域是本土政權應有的氣魄與價值」聲明，認爲做為一個本土政權的最大正當性來自於對島上的歷史正義的回復，不應以後設的公有/私有產權形式而割裂原住民族傳統領域之空間完整性；政府不僅不該維護不正義現況，更應該主動對台灣社會進行溝通，促成更多公共討論，釐清傳統領域權之內涵，並積極進行立法、修法，落實原住民族傳統領域權利。
教育改革上，台灣教授協會2019年1月21日，對於台灣大學校長遴選風波，發表「勿讓台大蒙羞　管中閔應立即辭去台大校長一職」聲明，文中表示針對監察院的彈劾案，管中閔的違法事實很清楚。部分人士為其開脫指出為媒體撰稿並非兼職，刻意忽略管中閔為媒體長期匿名為文，並非具名投稿，不能混為一談，而身為校長不論在法令上及倫理上都必須要有最嚴格的要求，否則無法帶領台大成為國際一流的大學。台協會呼籲管中閔勿讓台大蒙羞、貽笑國際，應立即辭去台大校長一職。協會也於2019年2月27日召開「不顧北京反對，緊抱教學自由」記者會，會中副會長陳俐甫爆料，中共上海主委會跳過中華民國教育部，把台灣的教育單位視為下屬單位，隨意下達「點召令」要求台校回應，還要求最後通牒、限期答覆，已明顯在干預台灣的教育單位。協會表示嚴正抗議，呼籲教育部，應堅定宣示，不容許中共侵犯台灣學術自由。
2019年3月18日，台灣教授協會與其他學者、公民運動者共同組成「台灣公民陣線」。
台灣教授協會經歷過第一次政黨輪替的挫敗後，於第二次政黨輪替時堅決擔任監督的角色，希望在面對臺灣本土政權上，能夠在站穩台灣獨立、進步議題的理念立場上，持續給與強力的抗衡、監督力量，以求臺灣走向一個進步且獨立的共和國。

## 工作方向
持續推展台灣獨立運動，推動台灣政治民主，建立三權分立之責任政治體制，並視社會脈動，不定期舉辦政情評論、學術性研討會、巡迴演講等活動，略分為：理念傳播、主權運動、政治民主、社會正義、教育改造、環境保護、媒體改造等。

### 主張
政治民主、學術自由、社會正義、經濟公平、文化提昇、環境保護、世界和平。

### 學術研討會
1991：台灣歷史與文化研討會。
1992：制憲運動研討會、教育權與憲政改造、解剖國大臨時會議、憲政改造與勞工權益、國土規劃學術研討會。
1993：從二二八的歷史經驗談族群關係的重建、二二八疼台灣重建再生、媒體改造與自由民主。
1994：『迷惘與追尋─「外省人」在台灣』研討會、「台灣憲草討論會」、台灣民族主義研討會。
1995：「海岸地區保護」研討會、「原住民座談會」、「國中課程標準座談會」、「語言政治與政策學術」研討會。
1996：「廢棄物處理研討會」。
1997：「修憲與當前台灣政治發展的方向」討論會、「地方自治與國家發展」研討會、「公投入憲」研討會、「科技政策」研討會、「媒體結構問題座談會」。
1998：台語科技講座「internet與資訊發展趨勢」、「聲援東帝汶公投獨立」座談會、台語科技講座「按怎教電腦走象棋？」。
1999：「海內外台灣人國是會議」、「感動與感傷－歷史學者看美麗島事件」座談會
2000：台語科技講座「精密陶瓷材料的技術與應用」、台語科技講座「台灣半導體產業簡介」、與台灣環保聯盟合辦「第四波能源革命—為何二十一世紀是永續能源的天下」研討會、台語科技講座「未來運輸e智慧化」。
2001：「立委減半」研討會、「大學教育之台灣主體性」學術研討會
2002：「台灣獨立理論與歷史」研討會
2003：「台灣漢文化之本土化」學術研討會
2004：
2005：舉辦『台灣與西洋國家觀』研討會
2006：「觀念轉型—從基礎教育到社會教育」學術研討會
2007：「新台灣運動」全國鄉鎮及校園巡迴演講
2008：「高中課程九五暫綱教科書評議」學術研討會
2009： 「戒嚴時期白色恐怖與轉型正義研討會」、「中華民國流亡台灣60年暨戰後台灣國際處境」學術研討會
2010：回顧台灣社運二十年(1990-2010)研討會
2011：終止動員戡亂二十週年紀念研討會、「台灣地位與中華民國體制」學術研討會
2012：「司法正義與人權 - 從扁案談起」學術研討會
2013：「2013台灣社會力分析-閱讀世代關賤字」研討會
2014：【台灣政治主體性與認同的建立-楊基銓先生逝世十週年紀念】研討會、「從特偵組濫訴現象談檢察官之究責」學術研討會
2015：【318太陽花運動一週年學術研討會:「重構台灣─太陽花的振幅與縱深」】學術研討會、「台灣的國家與憲法想像」學術研討會、「軍事佔領下的台灣，1945 – 1952 」 —張炎憲教授逝世週年紀念學術研討會、「殖民‧再殖民‧獨立自主」研討會
2016：「政治與社會共構：重建以人為本的台灣經濟」學術研討會、「轉型正義與法律」學術研討會、「更新主權的想像/實踐當代的主ㄉㄨˊ體ㄌㄧˋ」學術研討會
2017：「戰後處理與台灣」學術研討會、「終結歷史錯誤：廢省、廢兩岸條例運動」研討會
2018：台日韓跨世代交鋒論壇
2019：【威權象徵處理與空間景觀再造】論壇、「紅色滲透下的民主危機：美麗島事件1979-2019 40週年紀念研討會」
2020：「數位科技發展下的民主鞏固與衝擊」研討會
2021：「轉型正義工程：檢視、回顧與前瞻」研討會
2022:「民主防衛與國防安全研討會」研討會
2023:「軍演、兵推與民主社會的戰爭想定」學術研討會

### 出版品

#### 極光電子報
於2008年2月開始，每週邀集學者、專家撰文，持續於網路平台上發表論述，文章內容以建立台灣主體性，並對台灣的歷史和文化發展、政治和社會現況以及涉及台灣的國際事務做分析和評論，另外對台灣的未來提出願景和論述。

#### 出版書目
台灣教授協會（2022）。民主防衛與國防安全（初版）。稻鄉出版社。
　台灣教授協會（2023）。台灣對戰爭的想定（初版）。稻鄉出版社。

### 組織及分工
1. 協會會員依其專長及意願，分人文、法政、社經、科技、環保等五個學術分組；科技組置召集人兩名，其他各分組置召集人一名。
2. 會員大會為協會最高主權機構，其下設執行委員會，執行委員會由會長、副會長、六位學術分組召集人、五位地區召集人（北區、桃竹區、中區、南區、高屏區、東區)、秘書長一名、副秘書長兩名組成，執行委員會兩年改選一次，並選任新正、副會長。
3. 協會設秘書處，其下置辦公室主任一名及有給職專員若干名，綜理例行之行政事務。

### 申請入會資格
1. 須具備大學教師資格或研究機構相當職位者，並認同協會宗旨，得申請入會。
2. 申請入會，需經本會會員五人以上之連署推薦，連同申請書提交秘書處。
3. 秘書處收件後，於一星期內以電子郵件傳送本會會員表示意見。電子郵件寄出後之兩星期為會員表示意見之截止日期，秘書處彙整所有意見提交下月份之執委會。
4. 由協會執行委員會開會審查會員資格，申請者主要推薦人之一必須親自到場說明，回答執行委員或會員提出之問題。
5. 正式入會後，應繳納會費，並於一年內出席一次會員大會，始得成為正式會員。
6. 依據2010.02.07台教會執委會修正辦法。

## 歷任幹部
|                           | 會長                                          | 副會長                           | 祕書長                                                                |
| 第一屆（1991年）          | 林玉体                                        | 張昭鼎                           | 廖宜恩                                                                |
| 第二屆（1992年）          | 林山田                                        | 黃提源                           | 林逢慶                                                                |
| 第三屆（1993年）          | 林山田                                        | 林逢慶                           | 王塗發                                                                |
| 第四屆（1994年）          | 林逢慶                                        | 廖宜恩                           | 林意楨                                                                |
| 第五屆（1995年）          | 鄭欽仁                                        | 楊維哲                           | 陳儀深（上半年）戴寶村（下半年）                                      |
| 第六屆（1996年）          | 張國龍                                        | 張炎憲                           | 曾哲明                                                                |
| 第七屆（1997年）          | 沈長庚                                        | 林美容                           | 管碧玲（上半年）謝國煌（下半年）                                      |
| 第八屆（1998年）          | 黃昭淵                                        | 趙健明                           | 謝國煌（1月~ 2月）許主峯（ 4月~ 8月）劉俊秀（9月）蔡丁貴（11月~12月） |
| 第九屆（1999年）          | 黃宗樂                                        | 張國慶                           | 蔡丁貴                                                                |
| 第十屆（2000年）          | 黃宗樂                                        | 張國慶（上半年）蔡丁貴（下半年） | 蔡丁貴（上半年）石豐宇（下半年）                                      |
| 第十一屆（2001年）        | 楊維哲                                        | 陳儀深                           | 蔡丁貴                                                                |
| 第十二屆（2002年）        | 莊萬壽                                        | 陳儀深                           | 石豐宇                                                                |
| 第十三屆（2003年）        | 林國慶                                        | 陳治欣                           | 石豐宇                                                                |
| 第十四屆（2004年）        | 王塗發                                        | 戴寶村                           | 蕭志如                                                                |
| 第十五屆（2005年）        | 戴寶村                                        | 高成炎                           | 張人傑                                                                |
| 第十六屆（2006年）        | 何清人                                        | 陳儀深                           | 張人傑                                                                |
| 第十七屆（2007年）        | 蔡丁貴                                        | 戴正德                           | 劉聰德                                                                |
| 第十八屆（2008年）        | 蔡丁貴                                        | 劉聰德                           | 謝志誠                                                                |
| 第十九屆（2009年）        | 陳儀深                                        | 廖宜恩                           | 薛化元                                                                |
| 第二十屆（2010年）        | 陳儀深                                        | 廖宜恩                           | 張信堂                                                                |
| 第二十一屆（2011~2012年） | 張炎憲                                        | 張信堂                           | 薛化元（2011年）許文堂（2012年）                                      |
| 第二十二屆（2013~2014年） | 呂忠津                                        | 許文堂                           | 張信堂                                                                |
| 第二十三屆（2015~2016年） | 張信堂                                        | 林秀幸                           | 許文堂                                                                |
| 第二十四屆（2017~2018年） | 林秀幸                                        | 林佳和                           | 張信堂                                                                |
| 第二十五屆（2019~2020年） | 賴振昌（至2020.7.31）陳俐甫（代理2020.8.1～） | 陳俐甫                           | 羅承宗                                                                |
| 第二十六屆（2021~2022年） | 許文堂                                        | 陳俐甫                           | 鄭睦群                                                                |
| 第二十七屆（2023~）       | 陳俐甫                                        | 陳月妙                           | 許文堂                                                                |

## 政治評論
2013年9月17日，台灣教授協會會長呂忠津在「憲政危機，憲改契機」記者會上批馬英九的行為是獨裁。

## 批評
被反對者評時常伐異黨同塑造輿論，故也被傅雲欽、馮光遠謔稱為「抬轎會」。

## 外部連結
- 台灣教授協會（页面存档备份，存于）
- 北美洲臺灣人教授協會 （页面存档备份，存于）
- 極光電子報（已停刊）
- 台灣教授協會的Facebook專頁